# Костёл Святого Креста (Вильнюс)
Костёл Свято́го Креста́ (костёл бонифратров, Švento Kryžiaus bažnyčia, bonifratrų bažnyčia, kościół Śwętego Krzyża) — римско-католический неприходской костёл конгрегации сестёр Непорочного Зачатия Пресвятой Девы Марии в Вильнюсском деканате; памятник архитектуры XVII—XVIII веков. Ансамбль монастыря бонифратров и костёла охраняется государством как объект национального значения; код в Реестре культурных ценностей Литовской Республики 1072 . Располагается в Старом городе на площади Даукантаса (S. Daukanto a. 1). Службы на литовском языке.

## История

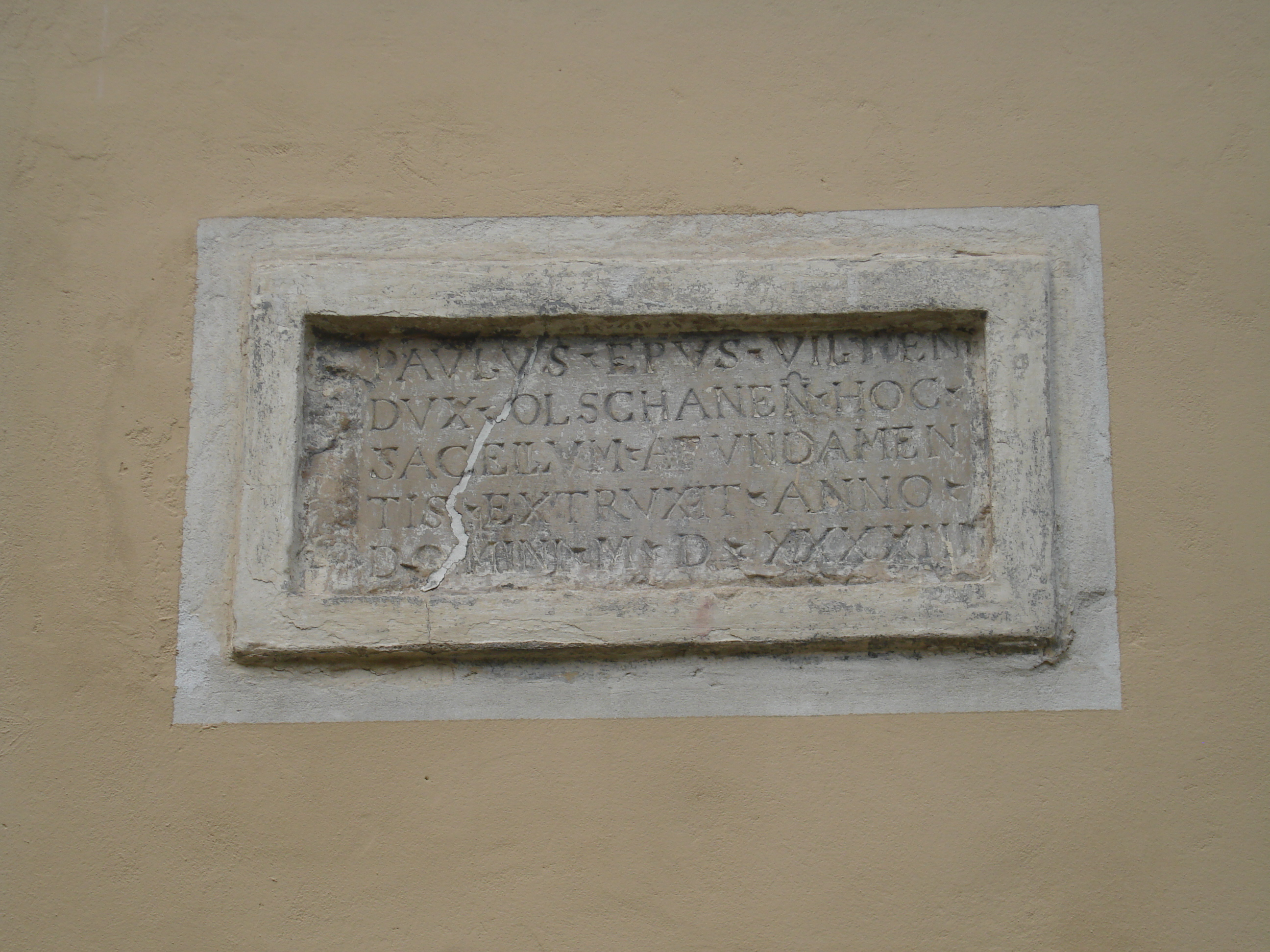
Таблица в память возведения часовни Павлом Гольшанским

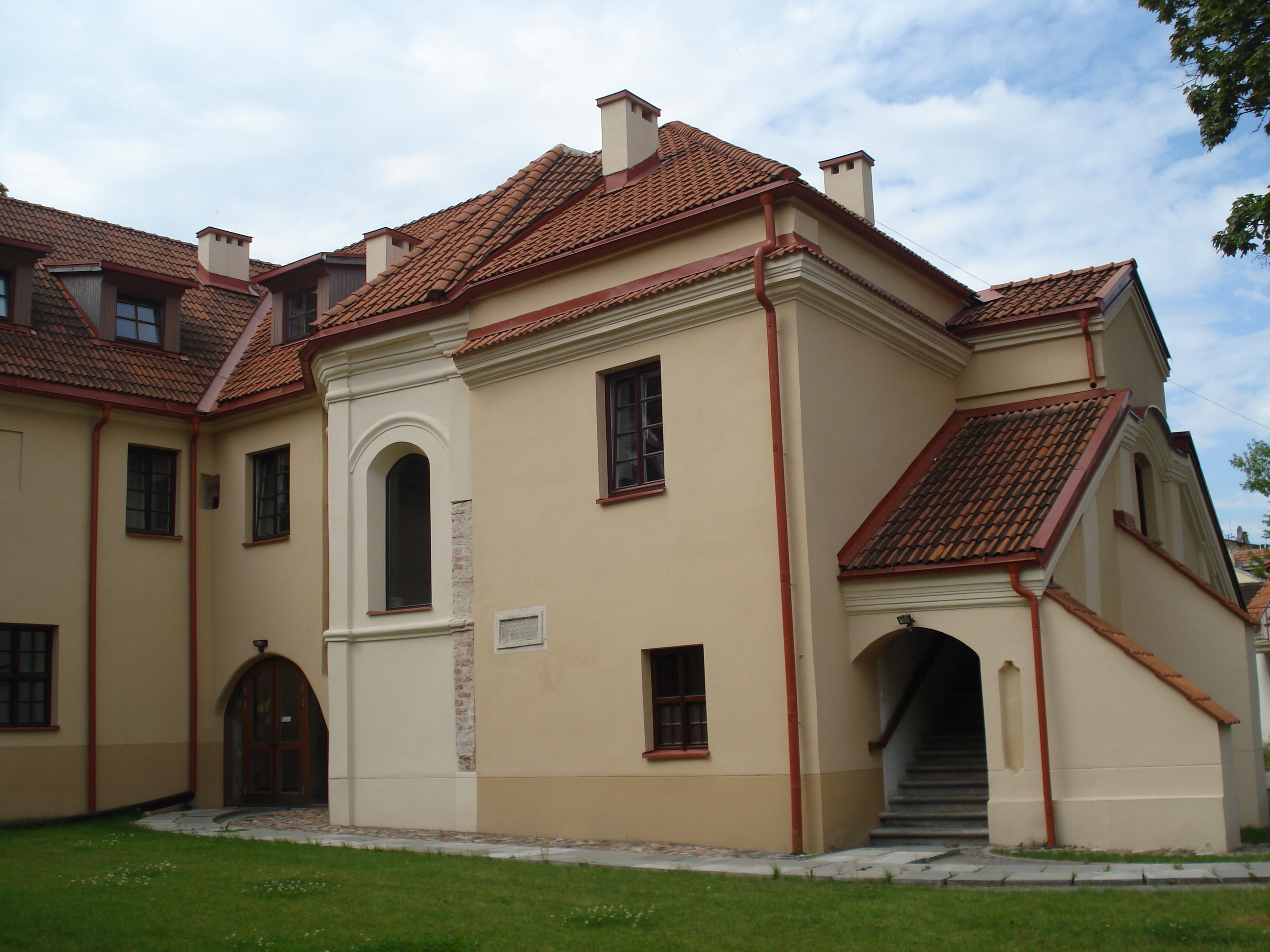
Монастырь. Вид со двора

По преданию, стоит на месте древнейшей обители францисканцев, приглашённых Гоштовтом (Гаштольд) ещё во времена господства язычества, в правление князя Ольгерда, и претерпевших мученическую гибель, в память которой якобы и были воздвигнуты деревянные кресты на Лысой горе. Семеро францисканцев, согласно преданию, были похоронены на территории дома Гоштовта. Епископ князь Павел Альгимунд Гольшанский, обосновавшись в епископском дворце (на том месте напротив костёла, где ныне возвышается здание Президентуры), в 1543 году построил на их могиле каменную часовню Святого Креста.
В 1635 году при содействии епископа Авраама Войны монахи-бонифратры приобрели соседний дом и расширили его в однонефный храм. Переданные бонифратрам соседние дома были со временем перестроены, образовав примыкающий к костёлу корпус монастыря сложного плана. При костёле и обители бонифратров действовала больница сначала для страдающих различными болезнями, потом для больных психически.
После пожара в 1737 году к фасаду были пристроены сени и фронтон между двумя башнями. Фронтон украшает фреска «Мадонна с младенцем» неизвестного автора (XIX век). После пожара в 1748 году башни были завершены шлемами в стиле позднего барокко. Тогда же были переделаны алтари.
Больница после упразднения монастыря российскими властями в 1843 году перешла в ведение попечительского совета. В середине XIX века попечителем больницы был известный любитель древностей граф Евстахий Тышкевич. В 1903 году больница умалишённых была переведена во вновь построенные здания психиатрической лечебницы в Новой Вильне.
В 1909 году храм ремонтировался. После Первой мировой войны по приглашению епископа Юргиса Матулайтиса бонифратры в 1924 году возобновили свою деятельность в Вильне. Монахи вернулись в монастырь, отремонтировав церковь, воздвигнув шесть алтарей и устроив при обители приют для пожилых людей и столовую для бедных Caritas. С началом Второй мировой войны орден бонифратров отозвал братьев из Вильны. В 1947 году в монастыре обосновались сёстры конгрегации Непорочного Зачатия Пресвятой Девы Марии.
Советскими властями в 1949 году монастырь и храм были закрыты. В зданиях бывшего монастыря были устроены квартиры. Храм в 1976 году был отреставрирован. В нём был устроен концертный зал Вильнюсской филармонии, именовавшийся «Малый зал барокко», где проходили концерты органной музыки.
После смены государственного строя остатки монастыря и храм в 1990 году были в порядке реституции возвращены Вильнюсской архиепископии. Здания монастыря и храма были переданы монахиням конгрегации сестёр Непорочного Зачатия Пресвятой Девы Марии и после восстановительных работ заново освящены.

## Архитектура

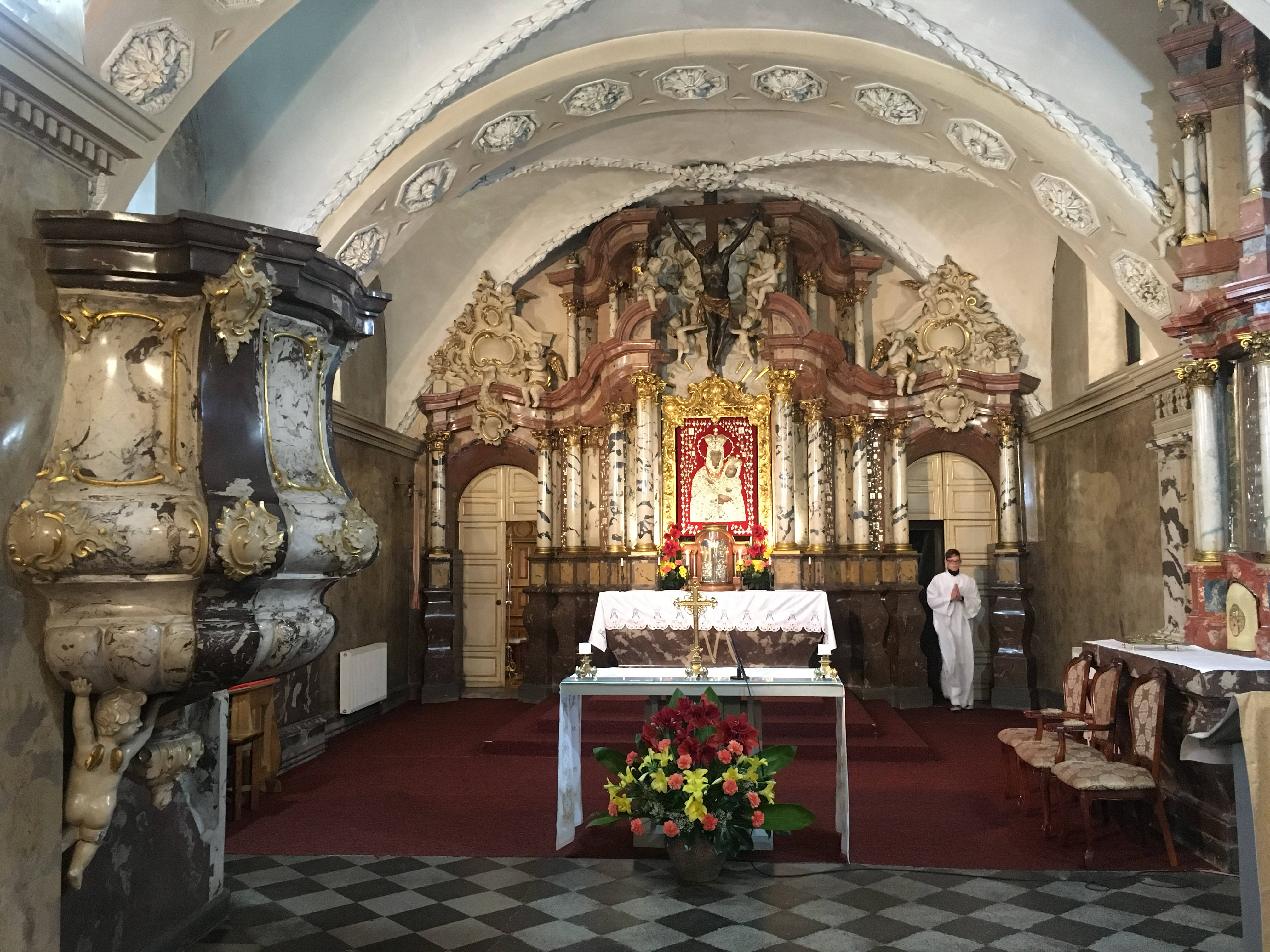
Интерьер

Восстановление костёла после пожара в 1748 году придала зданию черты рококо. Непропорционально удлинённый и простой корпус храма придаёт ему идилличный вид и едва ли не сельское очарование. В стену одного из корпусов монастыря вмурована таблица с текстом на латинском языке о сооружении в 1543 году каменной часовни епископом Павлом Ольшанском (Гольшанским) на месте захоронения францисканцев.

## Интерьер
Внутри храма находится родник, который, по легенде, забил на месте мученичества францисканцев и особенно благотворен для больных глаз. Интерьер интересен сочетаниями элементов рококо и неорококо. Каменные крестовые своды с опорными арками относятся ко второй половине XVIII века. В 1906 году они были декорированы лепниной.
Всю ширину нефа занимает главный алтарь со сложным ордером и волнообразным карнизом. В главном алтаре находится образ Пресвятой Девы Марии, почитавшийся как чудотворный. Копия его написана на фасаде костёла. Правый алтарь пресбитерия отличается высокой художественностью исполнения. Амвон вычурных форм поддерживают статуи ангелов.